# 858
El 858 (DCCCLVIII) fou un any comú començat en dissabte del calendari julià.

## Esdeveniments
- Els normands incendien i arrasen la ciutat de Chartres (França).[1]
- Batalla de Samòsata (858).[2]